# Johanna Kaiser (Fußballspielerin)
Johanna Kaiser (* 8. Mai 1996 in Halle (Saale)) ist eine deutsche Fußballspielerin, die aktuell für Eintracht Leipzig-Süd aktiv ist.

## Karriere

### Vereine
Kaiser begann das Fußballspielen im Alter von acht Jahren beim SV Rotation Halle. In der Saison 2007/08 trat sie mittels Zweitspielrecht zusätzlich für die D-Juniorinnen des Halleschen FC an, mit denen sie die Landesmeisterschaft in Sachsen-Anhalt gewann. Mit dem Wechsel an das Sportgymnasium Magdeburg zum Schuljahr 2008/09 spielte Kaiser fortan für den Magdeburger FFC, zunächst in verschiedenen Jugendteams, ab Oktober 2012 dann für die Frauenmannschaft in der 2. Bundesliga Nord.
Nach dem Abitur wechselte sie im Sommer 2014 zur TSG 1899 Hoffenheim. Dort gehörte sie offiziell zunächst zum Kader der Zweiten Mannschaft, absolvierte die Saisonvorbereitung jedoch mit dem Bundesligateam. Nach zwei Einsätzen in der 2. Bundesliga Süd zu Beginn der Saison 2014/15 gab Kaiser am 1. Oktober 2014 (5. Spieltag) ihr Bundesligadebüt, als sie bei der 0:3-Auswärtsniederlage gegen den 1. FFC Turbine Potsdam in der 25. Minute für Leonie Pankratz eingewechselt wurde.
Von 2016 bis 2018 gewann sie mit Hoffenheim II dreimal in Folge die Meisterschaft in der 2. Bundesliga Süd, in den beiden letzteren Jahren als Spielführerin. Zur Saison 2018/19 rückte sie in die Erste Mannschaft auf und kam in der folgenden Spielzeit zu sieben Einsätzen in der Bundesliga.
Zur Saison 2019/20 unterschrieb Kaiser beim Regionallisten RB Leipzig. Mit den Leipzigerinnen, die als bis dahin ungeschlagenen Team zum Abbruch der Spielzeit aufgrund der COVID-19-Pandemie die Regionalliga anführten, stieg sie in die 2. Bundesliga auf. Nachdem Leipzig die Saison 2022/23 als Meister und Aufsteiger in die Bundesliga abgeschlossen hatte, beendete sie aus beruflichen Gründen vorläufig ihre Karriere. Nach einjähriger Pause schloss sie sich im September 2024 dem Landesligisten SV Eintracht Leipzig-Süd an.

### Nationalmannschaft
Nachdem Kaiser Ende 2010 zwei Partien für die U-15-Nationalmannschaft bestritten hatte, kam sie 2011 ebenfalls zu zwei Einsätzen für die U-16-Nationalmannschaft. Im April 2014 gab sie gegen die Auswahl der Ukraine im Rahmen der Qualifikation zur U-19-Europameisterschaft ihr Debüt für die U-19-Nationalmannschaft.

## Erfolge
- Meister 2. Bundesliga Süd: 2016, 2017, 2018 (mit der TSG 1899 Hoffenheim)
- Meister 2. Bundesliga: 2023 (mit RB Leipzig)
- SFV-Pokal-Sieger: 2020 (mit RB Leipzig)

## Persönliches
Im Sommer 2021 schloss Kaiser ihr Psychologie-Studium an der Universität Leipzig mit dem Master of Science ab. Sie promoviert in diesem Fachbereich mit dem Engagement, ein Projekt für Nachwuchsleistungssportler aufzubauen.